# 1244
1244 (MCCXLIV) var ett skottår som började en fredag i den julianska kalendern.

## Händelser

### Okänt datum
- Den svenske kungen Erik Eriksson gifter sig med Katarina Sunesdotter (detta eller föregående år).
- Albigenserkriget: Det sista större katarfästet, borgen Montségur i Pyrenéerna, faller efter en nio månader lång belägring och de kvarvarande 210 katarerna bränns på bål. Händelsen anses vara slutet för katarismen, trots att inkvisitionen fortsätter i bergsbyar under de efterföljande årtiondena.
- Jacobus de Voragine blir dominikanermunk.
- Augustinerorden instiftas.

## Födda
- Ingeborg Eriksdotter av Danmark, drottning av Norge 1263–1280, gift med Magnus Lagaböter (född omkring detta år).
- Johannes XXII, född Jacques Duèse, påve 1316–1334 (född detta år, 1245 eller 1249).

## Avlidna
- Albert av Orlamünde, dansk riksföreståndare 1223-1225.
- Johanna I av Flandern, regerande grevinna av Flandern.